# Mellersta militärområdet
Mellersta militärområdet (Milo M), var ett militärområde inom svenska Försvarsmakten som verkade åren 1991–2000. Förbandsledningen var förlagd i Strängnäs garnison i Strängnäs.

## Historik
Genom försvarsutredning 88 stod det klart att försvarets freds- och krigsorganisation skulle reduceras. Bakgrunden var att de ekonomiska problem som uppkommit inom försvaret under 1970-talet och 1980-talet, kvarstod och rätades ej ut i samband med försvarsbeslutet 1987. Därav begärde Regeringen Carlsson I en ny utredning från överbefälhavaren Bengt Gustafsson, Försvarsutredning 88 (FU 88), om arméns utveckling. Utredning ledde till att Riksdagen i december 1989 beslutade om att armén från den 1 juli 1992 skulle bestå av 18 brigader (en minskning med 11 brigader).
Men även att den operativa ledningen kom att reduceras, det genom att Bergslagens militärområdesstab (Milo B, Östra militärområdesstaben (Milo Ö), Bergslagens militärområdes materielförvaltning (MF B), Östra militärområdets materielförvaltning (MF Ö), Bergslagens militärområdes verkstadsförvaltning (VF B) och Östra militärområdets verkstadsförvaltning (VF Ö) upplöstes och avvecklades. I dess ställe inrättades Mellersta militärområdesstaben (Milo M), Mellersta militärområdets materielförvaltning (MF M), Mellersta militärområdets verkstadsförvaltning (VF M), vilka lokaliserades till Strängnäs garnison.
Mellersta militärområdet bildades officiellt den 1 juli 1991, och kom i praktiken innebära en sammanslagning av Östra militärområdet (Milo Ö), Bergslagens militärområde (Milo B), vilket medförde att det nya militärområdet omfattade hela Svealand inklusive Gotland. Genom en ytterligare omorganisering av den operativa ledningen, tillfördes den 1 juli 1993  Gävleborgs försvarsområde (Fo 22) till Mellersta militärområdet.
Inför försvarsbeslutet 2000 föreslog regeringen i sin propositionen för riksdagen, att den taktiska nivån bör reduceras genom att fördelnings- och försvarsområdesstaber samt marinkommandon och flygkommandon skulle avvecklas. Detta för att utforma ett armétaktiskt, marintaktiskt respektive flygtaktiskt kommando vilka skulle samlokaliseras med operationsledningen. Förslaget innebar att samtliga territoriella staber skulle avvecklas, vilket bland annat innebar att militärområdesstaberna upplöstes den 30 juni 2000. I dess ställe bildades den 1 juli 2000 fyra militärdistrikt, vilka i princip motsvarade geografiskt sett de tidigare militärområdena. Den stora skillnaden var att militärdistrikten var den lägsta nivån där chefen var territoriellt ansvarig. Från den 1 juli 2000 övergick verksamheten vid militärområdesstaben till en avvecklingsorganisation, fram till att avvecklingen skulle vara slutförd senast den 31 december 2001. Avvecklingsorganisationen upplöstes i sin tur den 31 mars 2001, då avvecklingen av staben ansågs slutförd.

## Verksamhet
Militärområdet var en del av det före detta invasionsförsvar hade som ansvar att samla den operativa ledningen av alla stridskrafter inom Milot, samt ansvarade även för den territoriella och den markoperativa uppgiften.

## Försvarsområden
Militärområdet bestod av försvarsområden vilka täckte Kopparbergs län (från 1997 Dalarnas län), Stockholms län, Södermanlands län, Uppsala län, Värmlands län, Västmanlands län, Örebro län och Östergötlands län. I samband med att Norra militärområdet (Milo N) bildades 1993 tillkom Gävleborgs län inom Mellersta militärområdet, efter att tidigare tillhört Nedre Norrlands militärområde (Milo NN)
| Fo 21 - Fo 21 – Gävleborgs försvarsområde, 1982–1997 Fo 41 - Fo 41 – Linköpings försvarsområde, 1942–1975 - Fo 41 – Östergötlands försvarsområde, 1975–1997 Fo 42 - Fo 42 – Gotlands försvarsområde, 1983–2000 (Ingick i Gotlands militärkommando) Fo 43 - Fo 43 – Strängnäs försvarsområde, 1942–1973 - Fo 43 – Södermanlands försvarsområde, 1973–1997 - Fo 43 – Södermanlands och Östergötlands försvarsområde, 1998–2000 Fo 44 - Fo 44 – Stockholms försvarsområde, 1942–2000 Fo 47 - Fo 47 – Uppsala försvarsområde, 1942–1974 - Fo 47 – Uppsala försvarsområde, 1974–1997 - Fo 47 – Uppsala och Västmanlands försvarsområde, 1998–2000 | Fo 48 - Fo 48 – Västerås försvarsområde, 1947–1974 - Fo 48 – Västmanlands försvarsområde, 1974–1997 Fo 51 - Fo 51 – Örebro försvarsområde, 1942–1975 - Fo 51 – Örebro försvarsområde, 1975–2000 Fo 52 - Fo 52 – Karlstads försvarsområde, 1942–1973 - Fo 52 – Värmlands försvarsområde, 1973–2000 Fo 53 - Fo 53 – Falu försvarsområde, 1942–1973 - Fo 53 – Kopparbergs försvarsområde, 1973–1997 - Fo 53 – Dalarnas och Gävleborgs försvarsområde, 1998–2000 |

## Organisation 1994
Den 1 juli 1994 trädde nedanstående organisation i kraft, efter tidigare beslut av riksdagen genom försvarsbeslutet 1992.

### Kaderorganiserade krigsförband
- Milo M – Mellersta militärområdesstaben, Strängnäs.
- 4. förd – Östra arméfördelningen, Strängnäs.
- 14. förd – Mellersta arméfördelningen, Linköping.
- MKG – Gotlands militärkommando, Visby.
- 1. ubavd – Första ubåtsavdelningen, Haninge kommun.
- 2. minkriavd – Andra minkrigssavdelningen, Haninge.
- 2. yaflj – Andra ytattackflottiljen, Haninge.
- 11. hkpdiv – 11. helikopterdivisionen, Haninge.
- A 1 – Svea artilleriregemente, Linköping.
- A 7 – Gotlands artilleriregemente, Visby.
- A 9 – Bergslagens artilleriregemente, Kristinehamn.
- FKM – Mellersta flygkommandot, Uppsala.
- FMB – Fårösunds marinbrigad med Gotlands kustartilleriregemente, Fårösund.
- Fo 48 – Västmanlands regemente, Västerås.
- I 1/Fo 44 – Svea Livgarde, Kungsängen.
- I 2/Fo 52 – Värmlands regemente, Kristinehamn.
- I 3/Fo 51 – Livregementets grenadjärer, Örebro.
- I 4/Fo 41 – Livgrenadjärregementet, Linköping.
- I 13/Fo 53 – Dalregementet, Falun.
- I 14/Fo 21 – Hälsinge regemente, Gävle.
- IB 1 – Livgardesbrigaden, Kungsängen.
- IB 2 – Värmlandsbrigaden, Kristinehamn.
- IB 4 – Livgrenadjärbrigaden, Linköping.
- KAB 2 – Andra kustartilleribrigaden med Vaxholms kustartilleriregement, Vaxholm.
- NB 13 – Dalabrigaden, Falun.
- MekB 10 – Södermanlandsbrigaden, Strängnäs.
- MekB 18 – Gotlands regemente och Gotlandsbrigaden, Visby
- MKO – Ostkustens marinkommando, Haninge.
- MKuhbat O – Östra marinkommandounderhållsbataljonen, Haninge.
- P 10/Fo 43 – Södermanlands regemente, Strängnäs.
- S 1/Fo 47 – Upplands regemente, Enköping.
- Uhreg – Mellersta underhållsregementet, Strängnäs.
- Uhgrp – Underhållsgrupp Gotland, Visby.
- ÖVM – Muskö örlogsvarv, Haninge.

### Utbildningsförband
- AF 2 – Östgöta arméflygbataljon, Linköping/Malmen.
- F 15 – Hälsinge flygflottilj, Söderhamn.
- F 16 – Upplands flygflottilj, Uppsala.
- Ing 1 – Svea ingenjörkår, Södertälje.
- K 1 – Livgardets dragoner, Stockholm.
- Kfl – Kustflottan, Haninge kommun.
- Lv 2 – Gotlands luftvärnskår, Visby.
- Lv 3 – Roslagens luftvärnskår, Norrtälje.
- MFlygL – Marinflygledningen, Haninge.
- T 1 – Svea trängkår, Linköping.

### Skolor och centrum
- InfKavC – Arméns infanteri- och kavallericentrum, Linköping/Umeå.
- ArtC – Arméns artillericentrum, Kristinehamn.
- LvC – Arméns luftvärnscentrum, Norrtälje.
- LSC – Arméns lednings- och sambandscentrum, Enköping.
- FSC – Försvarets sjukvårdscentrum, Hammarö
- SWEDINT – Försvarets internationella centrum, Södertälje.
- FöMusC – Försvarsmusikcentrum, Strängnäs.
- KS – Krisskolan, Solna kommun.
- RiksHvC – Rikshemvärnscentrum, Stockholm.
- MTC – Marinens taktiska centrum, Haninge kommun.
- BÖS – Berga örlogsskolor, Haninge.
- KAS – Kustartilleriets stridsskola, Täby kommun.
- F 20 – Flygvapnets Uppsalaskolor, Uppsala.
- VAC – Verkstadsadministrativt centrum, Karlstad.
- FTC – Flygvapnets taktiska centrum, Linköping.
- FMU – Flygmedicinska undersökningscentralen, Stockholm.
- FUC – Flygvapnets uttagningscentrum, Stockholm.
- Tk 37 – Flygvapnets typkontor flp 37, Uppsala.
- MSK – Militära servicekontoret, Stockholm.

## Organisation 1998
Den 1 januari 1998 trädde nedanstående organisation i kraft, efter tidigare beslut av riksdagen genom försvarsbeslutet 1996.

### Kaderorganiserade krigsförband
- Milo M – Mellersta militärområdesstaben, Strängnäs
- 4. förd – Östra arméfördelningen, Strängnäs.
- MKG – Gotlands militärkommando,Visby
- I 1/Fo 44 – Svea livgarde, Upplands-Bro (Kungsängen)
- I 2/Fo 52 – Värmlands regemente, Kristinehamn
- I 3/Fo 51 – Livregementets grenadjärer, Örebro
- I 13/Fo 53 – Dalregementet, Falun
- P 10/Fo 43 – Södermanlands regemente, Strängnäs
- S 1/Fo 47 – Upplands regemente, Enköping
- IB 1 – Livgardesbrigaden, Upplands-Bro
- IB 2 – Värmlandsbrigaden, Kristinehamn
- NB 13 – Dalabrigaden, Falun
- MekB 10 – Södermanlandsbrigaden, Strängnäs
- MekB 18 – Gotlands regemente och Gotlandsbrigaden, Visby
- A 9 – Bergslagens artilleriregemente, Kristinehamn
- MKO – Ostkustens marinkommando, Haninge
- 2. yaflj – Andra ytattackflottiljen, Haninge
- 1. ubavd – Första ubåtsavdelningen, Haninge
- 2. minkriavd – Andra minkrigsavdelningen, Haninge
- KAB 2 – Andra kustartilleribrigaden, Vaxholm
- FMB – Fårösunds marinbrigad, Fårösund
- FKM – Mellersta flygkommandot, Upplands-Bro
- Uhreg M – Mellersta underhållsregementet, Strängnäs
- ÖVM – Muskö örlogsvarv, Haninge

### Utbildningsförband
- K 1 – Livgardets dragoner, Stockholm
- A 7 – Gotlands artilleriregemente, Visby
- Lv 2 – Gotlands luftvärnskår, Visby
- Lv 3 – Roslagens luftvärnskår, Norrtälje
- Kfl – Kustflottan, Haninge
- Hkflj – Försvarsmaktens helikopterflottilj, Linköping (Malmen)
- F 16 – Upplands flygflottilj, Uppsala

### Skolor och centrum
Den 1 januari 1999 omorganiserades Försvarsmaktens skolförband, vilket bland annat medförde att infanteriets, kavalleriets och pansartruppernas truppslagsutbildningar samlades inom Markstridsskolan.

- FMUndSäkC – Försvarsmaktens underrättelse- och säkerhetscentrum, Uppsala
- MSS – Markstridsskolan, Borensberg.
- ArtSS – Artilleristrisskolan, Kristinehamn.
- LvSS – Luftvärnsstidsskolan, Norrtälje.
- ATC – Arméns taktiska centrum, Enköping
- FSC – Försvarsmaktens sjukvårdscentrum, Hammarö
- Swedint - Försvarets internationella kommando, Södertälje
- MHS K – Militärhögskolan Karlberg, Solna
- RiksHvC – Rikshemsvärnscentrum, Stockholm (Salem)
- BÖS – Berga örlogsskolor, Haninge
- KAC – Kustartillericentrum, Täby.
- F 20 – Flygvapnets Uppsalaskolor, Uppsala

## Förläggningar och övningsplatser
I samband med att Mellersta militärområdet bildades den 1 juli 1991, övertogs den stabsbyggnad som uppförts 1963 till dåvarande Östra militärområdet (Milo Ö). Vilka lokaliserades den 12 juni 1963 till Strängnäs. Stabsbyggnaden uppfördes i direkt anslutning till Södermanlands regemente (P 10). År 1966 uppfördes ytterligare en byggnad intill huvudbyggnaden. När Östra militärområdet (Milo Ö) och Bergslagens militärområde (Milo B) sammanslogs, övertogs fastigheten av Mellersta militärområdet (Milo M). Och den 1 juli 2000 övertogs fastigheten av Mellersta militärdistriktet. Efter att Mellersta militärdistriktet upplöstes och avvecklades den 31 december 2005, lämnade Försvarsmakten fastigheten den 30 juni 2007. Våren 2015 revs de två kontorskomplexen. Till fastigheten tillhörde en båtbrygga samt en helikopterflygplats.

## Heraldik och traditioner
År 2000 instiftades Mellersta militärområdesstabens (MilostabM) minnesmedalj (MiloMMSM). Stabens marsch, "I parad" (Trobäck), ärvdes och övertogs den 1 juli 2000 av Mellersta militärdistriktet.

## Förbandschefer

### Militärbefälhavare
- 1991–1994: Torsten Engberg
- 1994–1998: Dick Börjesson
- 1998–2000: Percurt Green

### Milostabschefer
- 1991–1992: Bengt Anderberg
- 1992–1993: Svante Bergh
- 1993–1994: ???
- 1994–1995: Lennart Rönnberg
- 1995–1997: Anders Lindström
- 1997–2000: Kjell Koserius

## Namn, beteckning och förläggningsort
| Mellersta militärområdet | 1991-07-01 | – | 2000-06-30 |
| Avvecklingsorganisation  | 2000-07-01 | – | 2001-03-31 |

| Milo M | 1991-07-01 | – | 2000-06-30 |

| Strängnäs garnison (F) | 1991-07-01 | – | 2001-03-31 |

## Galleri

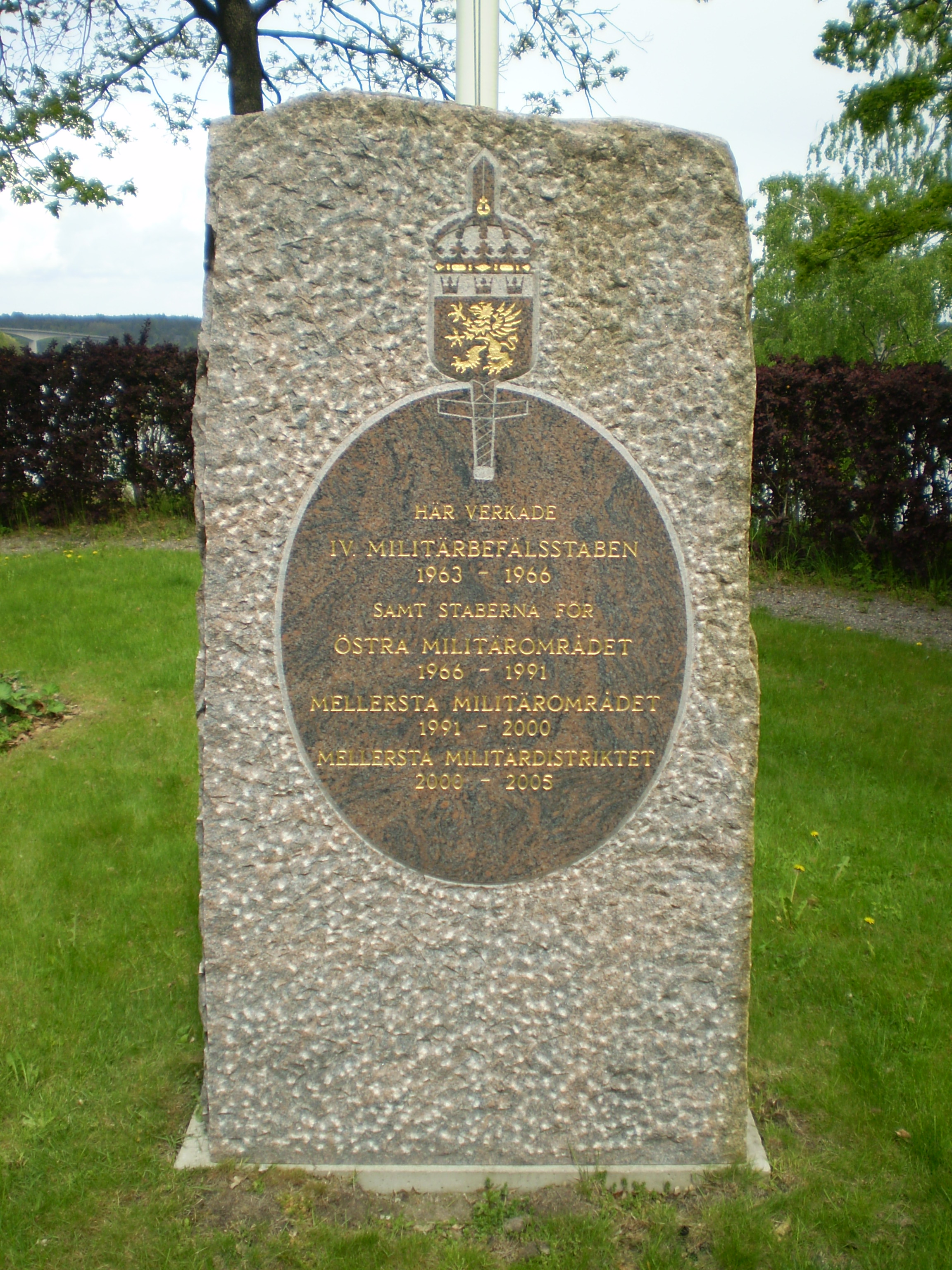
Minnessten
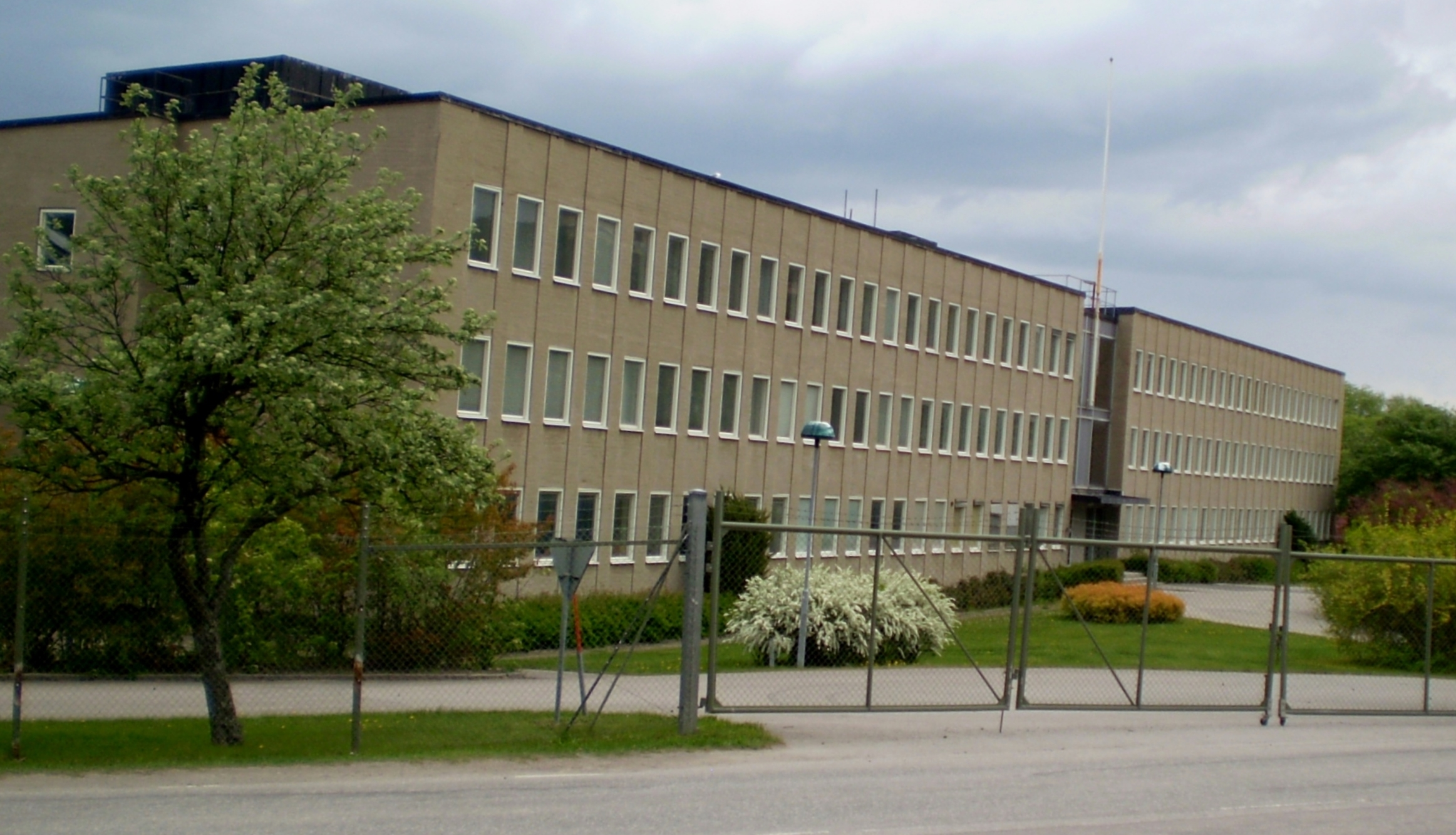
Stabsbyggnaden (2009)
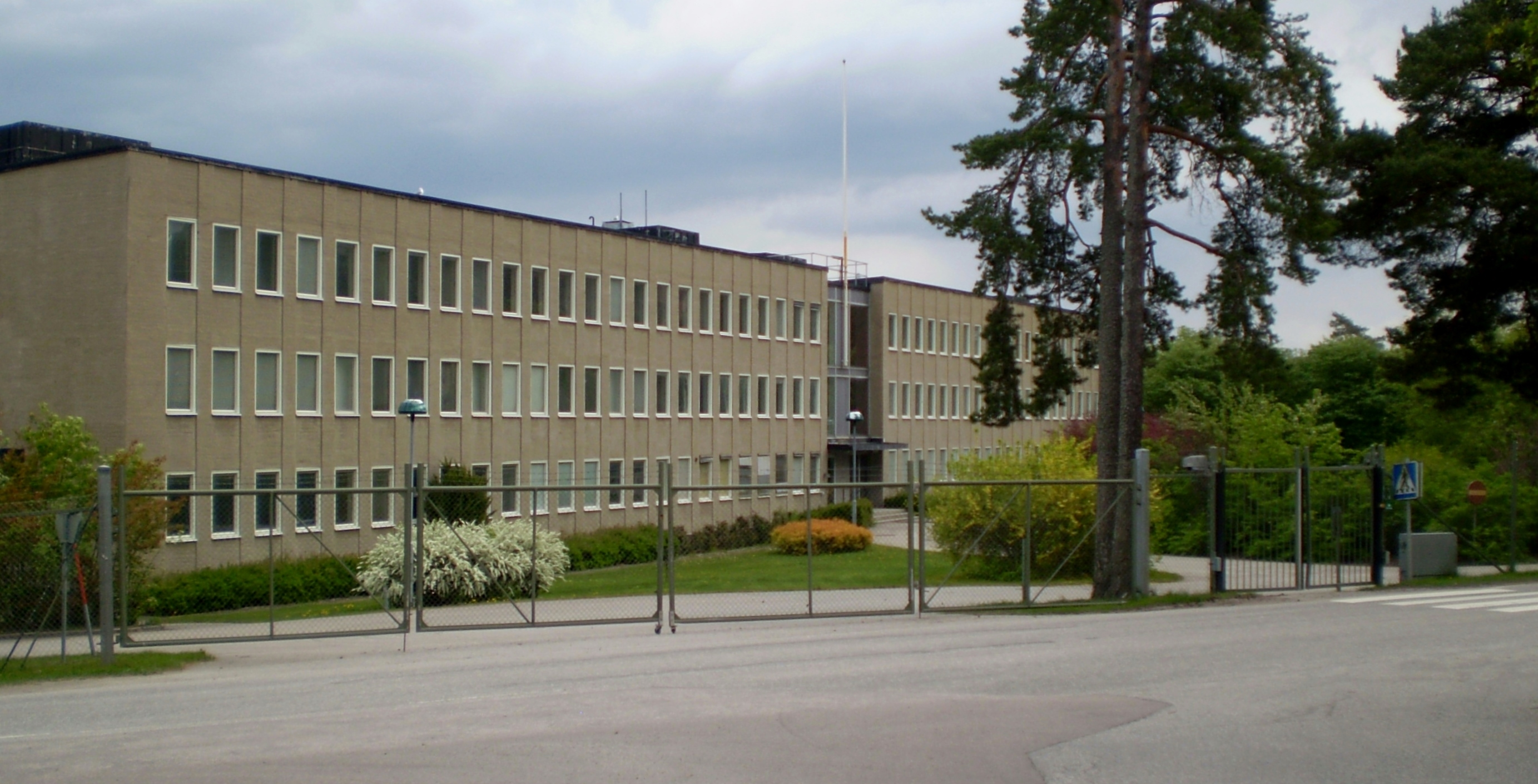
Stabsbyggnaden (2009)
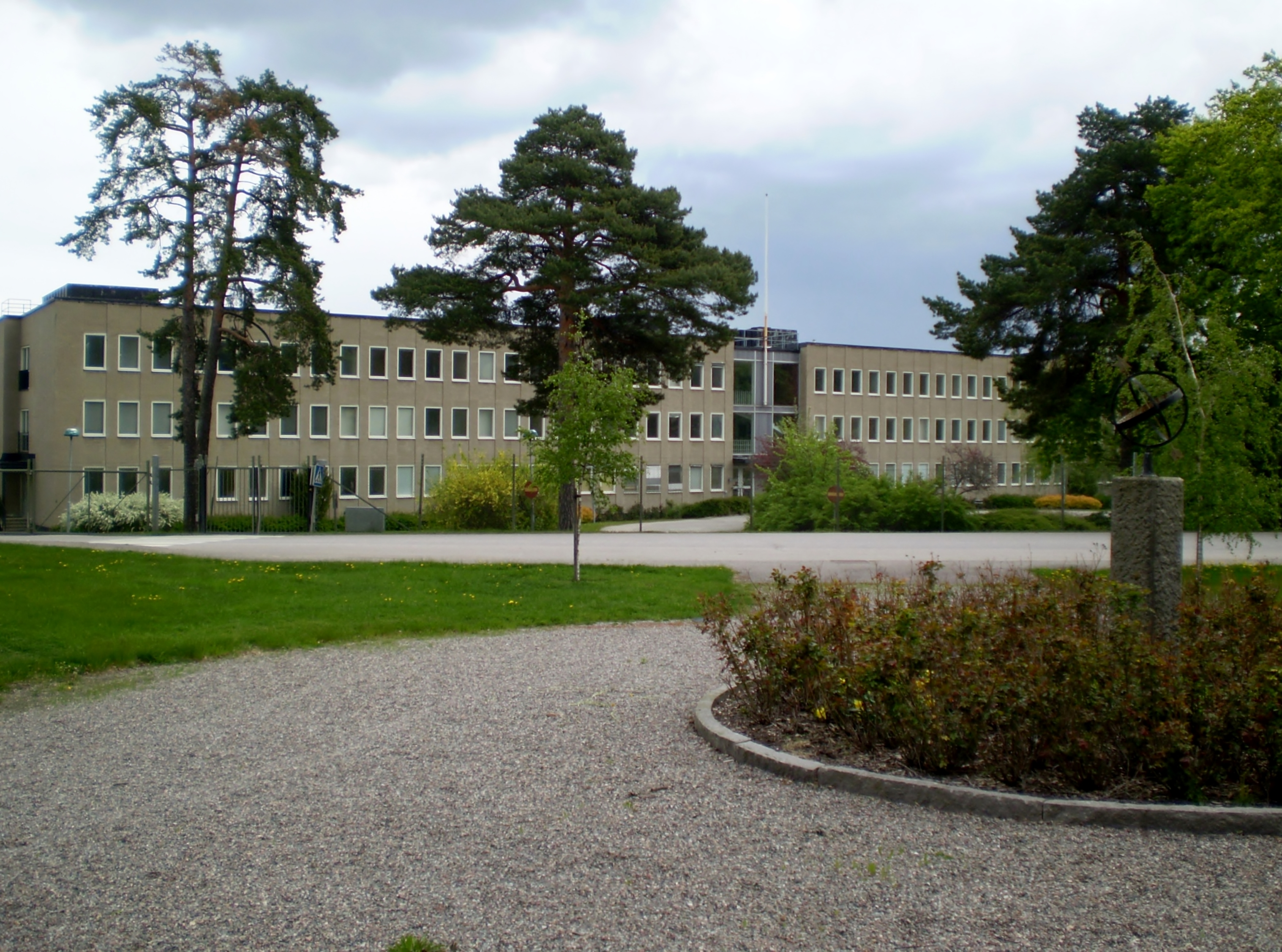
Stabsbyggnaden (2009)
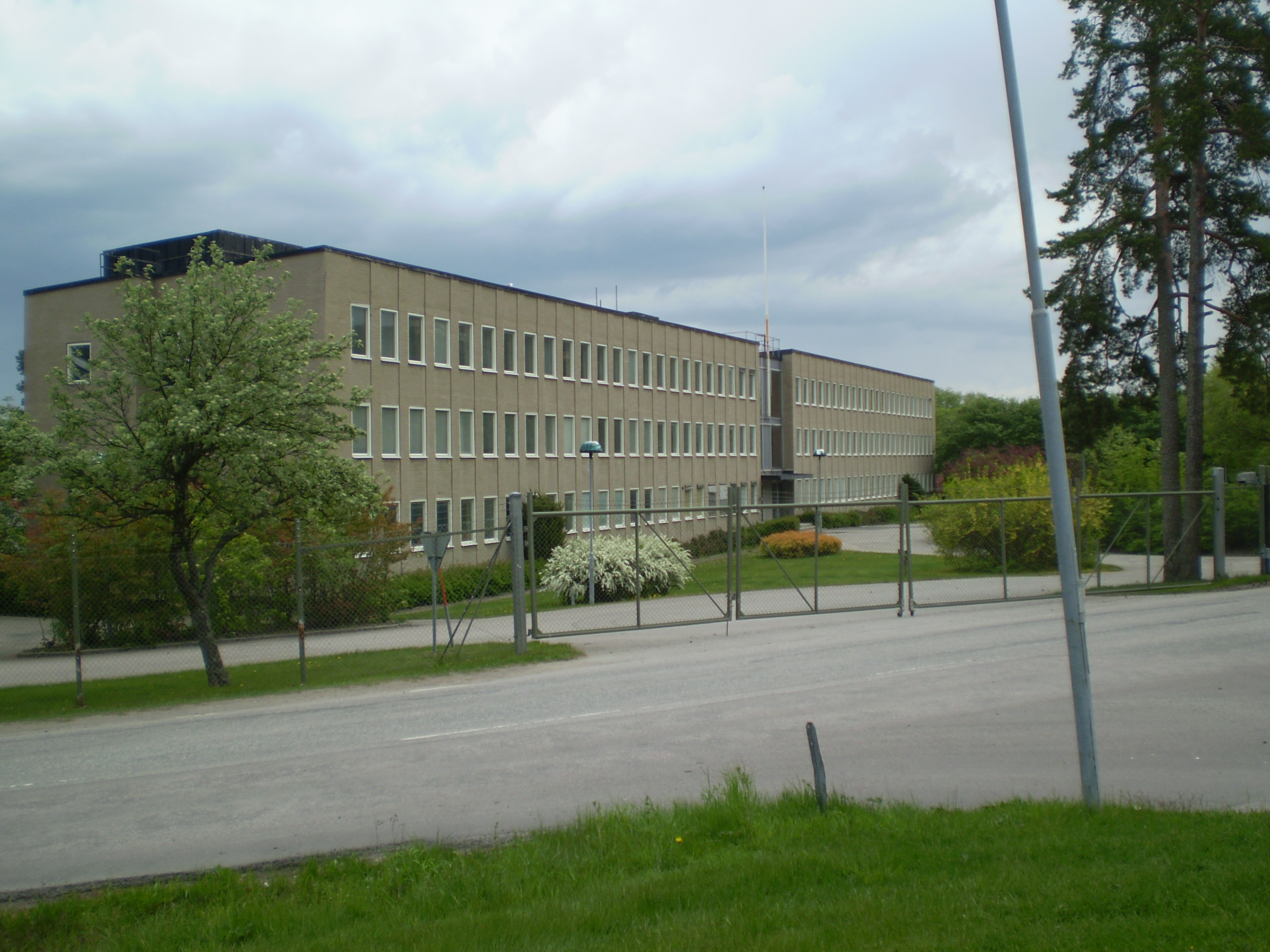
Stabsbyggnaden (2009)